# Armorial des localités de Hongrie/V
Cette page donne les armoiries des localités de Hongrie, commençant par la lettre V.

## Va-Vá

Vajszló
Várad
Vázsnok

## Ve-Vé

Véménd
Vértesszőlős
Vértestolna
Vésztő

## Vi-Ví

Villány
Visegrád

## Vo-Vö

Vokány